# Соколов, Алексей Владимирович (марафонец)
Алексей Владимирович Соколо́в (14 ноября 1979, Ленинград, СССР) — российский марафонец, действующий обладатель рекорда России в марафоне (2:09.07, Дублин, 2007 год).

## Спортивная биография
До занятий лёгкой атлетикой занимался силовыми видами спорта: борьбой, гиревым спортом, бодибилдингом. В бег попал «совершенно случайно»: выиграл приз первокурсника, когда учился в художественном лицее на краснодеревщика, после чего преподаватель отвёл Алексея к тренеру Надежде Егоровне Клещенко. Тогда Алексею было 17 лет (1996 год). После выполнения первого разряда перешёл в группу Евгения Васильевича Шадрина. Бегал разные дистанции: от 1500 до 10 000 м и горного бега.
В 1999 году был призван в армию и выступал за СКА (РА). На марафоне в Пакистане в 2005 г. познакомился с известным марафонцем Леонидом Швецовым, который предложил Алексею свои тренерские услуги. С тех пор началось их сотрудничество: в основном общение происходит по телефону и электронной почте. Затем было участие в ряде зарубежных стартов: 25-километровый горный бег во Франции, полумарафоны в Глазго, в Токио.
С конца 2005 года помогает в тренировках младшим товарищам. В 2012 году официально являлся вторым тренером Алексея Соколова-младшего.
Дважды становился победителем Дублинского марафона: в 2006 и 2007 годах, и серебряным призёром в 2009 году. В 2007 году на Дублинском марафоне установил рекорд России и рекорд трассы — 2:09.07.
Четырёхкратный чемпион России в марафоне: 2003, 2005, 2007, 2008 годов. Бронзовый призёр 2012 года.
Восьмикратный победитель пробега Пушкин — Санкт-Петербург (30 км): в 2003—2007, 2009—2010 и 2014 годах.
До конца 2010-х годов на пробеге разыгрывался титул чемпиона России в беге на 30 км, и потому Алексей Соколов является многократным чемпионом России в беге на 30 км.
Участник Олимпийских игр 2008 года: 21-е место в марафоне с результатом 2:15.57 (7-е место среди бегунов из Европы).
На марафоне в Цюрихе в апреле 2011 г. занял второе место и вместе с Алексеем Соколовым-младшим выполнили квалификацию для попадания на чемпионат мира в Тэгу. На чемпионате мира в Тэгу занял 19 место (Соколов-младший — 21) и таким образом выполнил квалификационный норматив «A» для участия в Олимпийских играх в Лондоне (норматив выполняют все участники, занявшие на этом чемпионате мира места с 1 по 20, независимо от времени). На марафоне в Фукуоке в ноябре 2011 года Алексей был десятым с результатом 2:14.00. Не был отобран Федерацией для участия в Олимпиаде 2012 г.

## Личная жизнь
С 2007 года женат на Наталье Соколовой. В настоящее время (2012 год) Наталья, как и Алексей, — мсмк и член спортивной сборной команды Санкт-Петербурга по лёгкой атлетике на 2012 год (специализация — марафон). В 2010 году родилась дочь Вика.

## Тёзки
В марафонской сборной команде Санкт-Петербурга и России два Алексея Соколовых: Алексей Владимирович и Алексей Александрович 1983 года рождения (не родственник, но тоже мсмк). Чтобы различать спортсменов, их стали в разговоре называть «старшо́й» и «младшо́й», а в протоколах соревнований стали именовать как «Алексей Соколов-ст.» и «Алексей Соколов-мл.». В настоящее время (2012 г.) Алексей Соколов-старший является вторым тренером Алексея Соколова-младшего.
На чемпионате мира по лёгкой атлетике 2011 года они вдвоём представляли Россию в марафоне. Когда спортсмены участвуют вместе в международных стартах, часто возникают курьёзные моменты, связанные с одинаковыми именами. Ошибки в статистике до сих пор встречаются в профиле спортсмена на сайтах ИААФ и ВФЛА. Например, официальный сайт ИААФ ошибочно «приписывает» Алексею Соколову-старшему участие в чемпионате Европы 2010 года, а сайт ВФЛА — второе место на марафоне в Осаке в 2011 г. (на обоих стартах выступал Соколов-младший).